# Pont de l'Europe (Orléans)
Pour les articles homonymes, voir Pont de l'Europe.
Le pont de l'Europe est un pont en arc bowstring incliné français franchissant la Loire entre Orléans, Saint-Jean-de-la-Ruelle au nord et Saint-Pryvé-Saint-Mesmin au sud, dans le département du Loiret et la région Centre-Val de Loire.
Il constitue le cinquième pont routier en service sur la Loire dans l’agglomération orléanaise ; les quatre autres étant d'amont en aval, le pont René Thinat, le pont George V, le pont Maréchal-Joffre (1958) et le pont de l'A71 sur la Loire. Il est inauguré le 20 novembre 2000 en présence de Lionel Jospin, alors Premier ministre.
La finesse de l'arc métallique incliné sur le bord du tablier, l'élégance de la suspension en câbles, le dessin original de ses appuis en Loire supportant le tablier, et le rôle majeur joué par la torsion dans le fonctionnement général de la structure sont les principaux éléments qui caractérisent cet ouvrage.

## Géographie
Le pont est situé dans le périmètre du val de Loire classé au patrimoine mondial de l'UNESCO, en aval du pont du Maréchal Joffre et en amont du pont de l'A71.
Il relie le quai de la Madeleine sur la rive droite aux rues Deffié et des Hautes levées sur la rive gauche.

## Genèse du projet
Le schéma directeur de l'agglomération orléanaise prévoit, en 1999, la construction d'un quatrième pont urbain sur la Loire, raccordant au nord la route de Blois, la tangentielle ouest constituant le périphérique nord de la ville d’Orléans, et au sud une voie nouvelle permettant le raccordement à la route départementale 951 et à l'autoroute A71.
Les ponts de la ville d'Orléans sont saturés car l'agglomération a connu depuis vingt ans une des plus fortes progressions démographiques de France.
À l'issue d'un concours de concepteur lancé à la fin 1996, la proposition de l'équipe Setec TPI - Santiago Calatrava - Signes est retenue.
Du fait du sous-sol karstique de la Loire, les concepteurs ont souhaité réduire le nombre des appuis, dont l'exécution serait rendue difficile du fait de l'importance des cavités de dissolution. Le choix de s’appuyer sur les îles existantes a donc été fait induisant une distance entre appuis principaux de 201,60 mètres.
Trois solutions ont alors été imaginées : 
- un arc surbaissé à trois travées, portant le tablier de 25 mètres de largeur totale;
- un arc médian, situé entre les deux sens de circulation, ainsi que Santiago Calatrava l'avait déjà proposé et réalisé avec le pont de Lusitanie à Merida en Espagne;
- un arc incliné, situé en rive ouest du tablier, solution qui fut finalement retenue par la communauté des communes de l'agglomération orléanaise à l'issue de la consultation[3].

Santiago Calatrava esquissa pendant la période du concours quelque soixante aquarelles, recherchant la ligne générale du pont, et définissant avec le bureau d'études les principes de base.

## Caractéristiques générales
Le pont principal présente une longueur de 378 mètres. Il comprend trois travées de 88,20 m, 201,60 m et 88,20 m. La travée principale est suspendue à un arc incliné situé en rive du tablier par l’intermédiaire de 28 paires de câbles.
Deux ouvrages d’accès de part et d’autre de la travée suspendue portent la longueur totale du franchissement à 470,60 m.
Le profil en travers de cet ouvrage comprend une chaussée à quatre voies de 3,50 m et 3,0 m soit 13 m de largeur totale entre dispositifs de sécurité et deux pistes piétons-cycles de 3,50 m de largeur.

Élévation de l’ouvrage métallique

## Les principaux intervenants
- Maître d'ouvrage : communauté de communes de l'agglomération orléanaise ;
- Maître d'œuvre : direction départementale de l'équipement du Loiret ;
- Conception : Santiago Calatrava S.A. ;
- Essais au vent : Danish maritime institute ;
- Études techniques (conception et étude de structure) : Setec TPI ;
- Études d’exécution (métal) : bureau d'études Greisch, Liège ;
- Études d’exécution (génie civil) : EEG / SERF / Sogelerg ;
- Construction génie civil : Chantiers modernes ;
- Construction métallique : Eiffel construction métallique ; Victor Buyck Steel Construction (Belgique) N.V. ;
- Sous-traitant : CAPREMIB S.A. ;
- Contrôle des travaux : LRPC Blois et LRPC Nancy.

## Quantités, coûts et délais
- Longueur totale de l’ouvrage en acier : 470,6 m ;
- Longueur de l’ouvrage en acier : 378 m ;
- Largeur du tablier : 25,74 m ;
- Poids d’acier S355 et S460 : 5 380 tonnes dont 350 tonnes pour l’arc ;
- Poids d’acier au mètre carré de tablier : 590 kg ;
- Volume du béton : 9 800 m³ ;
- Coût de l’ouvrage : 183 millions de Francs se décomposant en : lot 1 (béton) : 79 MF ; lot 2 (métal) : 104 MF ;
- Délais de construction : 1998-2000.

## Description de l'ouvrage

Vue d'ensemble de l'arc

Vue de l’arc et de l’espace piétons-cycles

Vue des fixations des câbles sur l'arc

### Le tablier
Le tablier, d'une longueur de 378 m, est réalisé en acier. II s'agit d'un caisson orthotrope, de 25,74 m de largeur totale et de 3,25 m de hauteur, dont le profil transversal de l'intrados reprend la forme d'une vasque, effilée à l'est en direction de la ville. Les tôles constitutives du caisson en acier varient de 14 mm pour la table supérieure, à 24 mm pour les parties les plus épaisses de l'intrados. Ce caisson comprend quatre âmes verticales en tôle mince raidie de 20 mm d'épaisseur.

### L’arc et les suspentes
Ce tablier en acier est suspendu, par 28 paires de suspentes réalisées en câbles clos de 57 mm et 36 mm de diamètre, à un arc de section trapézoïdale de 1 650 mm de largeur.
L’arc est situé à l’ouest du tablier entre la chaussée et le trottoir. L’angle entre le plan vertical et le plan de l’arc est de 22°. Le choix de cet angle a été fait de façon à centrer au mieux la résultante des charges du tablier par rapport aux tripodes.
Les suspentes, espacées de 4,20 m environ, sont constituées de câbles clos de diamètres 65 mm et 32 mm. Elles sont fixées au tablier par l'intermédiaire de barres de traction, reposant sur les plaques d'ancrage intérieures au caisson. L'appui se fait par l'intermédiaire de platines et de cales oscillantes cylindriques pour éliminer toute flexion parasite du câble et des barres de traction. La fixation des câbles sur l'arc se fait par l'intermédiaire de chapes à œil de façon à ajuster la position de l'appui sous le tablier et à permettre de rattraper, le cas échéant, le raccourcissement des béquilles sous l'effet du fluage.

### Les piles tripodes en béton
Les appuis de l'arc sont constitués par trois branches effilées en béton. Deux branches sont situées dans la prolongation visuelle du plan de l'arc, la troisième étant située dans un plan perpendiculaire. En tête de chaque branche sont disposés des appuis fixes spéciaux à pots d'élastomère.

### Les ouvrages de rives
L'ouvrage est prolongé à terre par deux petits ouvrages en dalle de béton précontraint, de profil en travers original, les trottoirs étant séparés de la chaussée et portés par des pièces de pont espacées tous les 4,20 m afin de permettre un éclairage naturel des chemins de berge.
L'ouvrage nord est une dalle isostatique de 33,60 m de longueur totale. L'ouvrage sud est une dalle continue à trois travées de 18,90 m, 16,80 m et 19,45 m. Les appuis médians du tablier sud sont constitués d'un fût étroit supportant un appareil d'appui à pot d'élastomère unique.
Les ouvrages de rive sont réalisés en béton de ciment blanc. Un soin particulier a été donné à la mise en valeur de l'ouvrage : superstructures en béton blanc, lisses éclairantes en rive de chaussée, éclairage de mise en valeur de l'arc et des suspentes, éclairage des piles depuis la sous-face du tablier et des berges depuis les ouvrages d'accès, perrés de pierre blanche entre les piles-culées.

## Fonctionnement de l’ouvrage
La charge verticale, apportée par le tablier, est reprise par les suspentes inclinées. Il en résulte une traction horizontale sur le tablier dans la travée médiane qui tend à fléchir l'ensemble dans le plan horizontal ;
L'arc, fortement comprimé par la traction des suspentes régulièrement espacées, traverse le tablier et prend appui, par l'intermédiaire des appareils d'appui, sur les têtes des tripodes ;
Les tripodes transmettent l'effort oblique de l'arc vers le sol. Cet effort est en partie redressé par l'effort de compression provenant des contre-béquilles supportant les travées de rive. La poussée horizontale des tripodes sur les fondations est ainsi réduite et sa valeur extrême est de l'ordre de 3 000 tonnes.

### Une torsion permanente
Les charges permanentes et les charges d'exploitation sont excentrées par rapport au plan de l'arc. La géométrie transversale de la section conduit à une distance de 1 480 mm entre le centre d'inertie et le centre de torsion. Le tablier est donc principalement sollicité en torsion. Les béquilles nord et sud de chaque appui étant situées dans un même plan, l'ouvrage bascule vers l'amont. Cette rotation d'ensemble du tablier est empêchée par la branche Est de chacune des piles tripodes, car elle est située dans un plan perpendiculaire au plan de l'arc ;
Les travées de rives servent à compenser partiellement la réaction horizontale de l'arc, par l'action des contre-béquilles.

## Conception de l’ouvrage

### Outils de calcul
L'apport le plus spectaculaire dans la phase de conception de l'ouvrage d'art est sans doute l'utilisation de moyens de calcul modernes, qui ont permis d'appréhender simplement le fonctionnement complexe de cette structure spatiale.
La Setec TPI a utilisé son programme Pythagore, logiciel spécialisé dans le calcul des ouvrages d'art, qui a permis la réalisation de nombreux calculs complexes : la modélisation spatiale complète de l'ouvrage ; l'étude fine du comportement à court terme et à long terme des piles tripodes ; l'analyse de la stabilité élastique de l'arc et des problèmes dynamiques, l'effet du vent sur l'arc et les suspentes, l'effet dynamique des suspentes inclinées et les phénomènes de couplage entre l'arc et les suspentes ainsi que le calcul du comportement pour chacune des phases de construction.
Le calcul sur modèle filaire étant réalisé, les concepteurs ont vérifié sa validité en modélisant à l'aide de coques la partie de l'ouvrage située sur les piles tripodes. Ce modèle a été également utilisé pour analyser le fonctionnement de l'entretoisement intérieur du caisson.

### Des études en soufflerie
Parallèlement aux calculs dynamiques, des études en soufflerie ont été conduites par le concepteur, avec les spécialistes du Danish maritime institute. L'objectif de ces essais était de déterminer les coefficients stationnaires de l'arc et du tablier.
Ce laboratoire a également été chargé par la Communauté, de communes de l'évaluation des caractéristiques du vent sur le site. Une étude complémentaire a été réalisée par l'institut polytechnique de Milan pour étudier le comportement dynamique des suspentes et l'opportunité de mettre en place ou non des amortisseurs dynamiques sur celles-ci afin de réduire les oscillations provoquées par le vent ou la conjugaison de la pluie et du vent, et limiter ainsi les variations de contraintes de flexion dans les câbles afin d'éliminer les risques liés à la fatigue. La mise en place de ces amortisseurs n'a finalement pas été jugée nécessaire, grâce à l'amortissement mesuré dû aux organes de liaison des câbles.

## Construction de l’ouvrage
Le tablier a été construit sur la rive sud. Le caisson de 25,74 m a été reconstitué à partir de grands tronçons préfabriqués de 21 m de longueur. Il a été découpé en six éléments compte tenu de sa grande largeur. Les deux caissons de rive ont été entièrement préfabriqués en atelier.
Au total, l'entreprise Buyck a acheminé sur le site 122 convois exceptionnels. Les pièces les plus grosses atteignaient un poids de 130 tonnes.
Chaque tronçon, une fois assemblé, a été mis en place par poussage sur des palées provisoires situées de part et d'autre des piles tripodes et au milieu de la travée centrale. Un système de boites à ressort articulées permettait d'obtenir une réaction verticale uniformément répartie sous les âmes, de façon à empêcher le flambement localisé des âmes du caisson lors du poussage.
Une fois l'ouvrage en place, les appuis provisoires sont dénivelés. Cette opération était extrêmement délicate du fait des variations thermiques du tablier qui modifient la position de ses points d'appui par rapport aux extrémités des béquilles. Elle a été rendue possible grâce à l'utilisation d'un mortier de résine à prise rapide.
Ces techniques aujourd'hui éprouvées sont celles utilisées pour mettre en œuvre des ponts poussés classiques. L'originalité réside ici dans la compensation des déplacements du tablier sous charge permanente, tant dans le plan vertical que dans le plan horizontal, à l'aide de vérins situés sur les palées. Il ne faut pas perdre de vue que du fait de sa statique spatiale, l'ouvrage reçoit une contreflèche dans les trois directions, afin de compenser les déformations dues à la traction horizontale des suspentes et la torsion du tablier.
Cette maîtrise de la géométrie est rendue possible grâce au calcul informatique des déformations de la structure à chaque étape de la construction et un montage à blanc virtuel. Le résultat obtenu est très satisfaisant car les écarts géométriques obtenus sur l'ouvrage terminé de 378 m sont inférieurs à 20 mm,.

## Débouchés

### Le débouché nord
En sortie du pont, deux voies en V s’élevant vers le nord, dégagent un espace en forme de triangle qui devait être aménagé en jardin. Un phare incliné, d’acier et de verre, devait y être construit. Ce phare, illuminé la nuit, devait éclairer l’entrée du pont et donner une note magique. Dix-huit ans après la fin de la construction, cet espace n’est toujours pas aménagé. Le maire Olivier Carré annonce début 2018 son projet de faire construire à cet endroit-là une « cité des arts vivants » dont l'ouverture serait prévue en 2022. Il est battu aux élections municipales de 2020, et son successeur à la tête de la ville, Serge Grouard, annonce l'abandon du projet en septembre 2020.

### Le débouché sud
Contrairement à la rive nord plus bâtie, la rive sud s’étend sur le val. Le pont débouche ainsi sur un giratoire répartissant la circulation sur une nouvelle voie destinée à desservir l’ouest de l’agglomération et la rue de Hautes Levées qui dessert l’est. À noter que cette nouvelle voie devait aussi desservir un nouvel échangeur avec l’autoroute A71, projet qui fut ensuite abandonné.

## Pour approfondir